# Лисий (династ во Фригии)
Лисий — династ во Фригии в III веке до н. э.
По замечанию Э. Бикермана, особое место в государстве Селевкидов занимали династы, владевшими своими землями по воле царя и сосредоточившие в своих руках гражданские и военные полномочия. Этот тип управления не имел параллелей ни с Египтом Птолемеев, ни, вероятно, с Македонией Антигонидов.
О «Лисии, сыне Филомела, македонянине» известно из триумфальной надписи пергамского царя Аттала I Сотера, в которой прославляются его победы над Лисием и стратегами Селевка. Во времена правления Селевка II Калинника Лисий властвовал над княжеством, расположенным в центре Фригии. Этот династ, по предположению Э. Бикермана, мог быть внуком одного из военачальников Селевка I Никатора.
В честь Лисия был назван город.
По замечанию исследователей, историю его семьи можно проследить на протяжении нескольких поколений.